# Шпак-малюк сірий
Шпак-малю́к сірий (Aplonis pelzelni) — вид горобцеподібних птахів родини шпакових (Sturnidae). Цей дуже рідкісний, або, можливо, вимерлий вид є ендеміком острова Понпеї (Федеративні Штати Мікронезії) в Тихому океані. Вид названий на честь австрійського орнітолога Августа фон Пельцельна.

## Опис
Довжина птаха становить 19 см. Верхня частина тіла темно-сіро-коричнева. Голова темніша, лоб чорний. Крила, хвіст і надхвістя світліші, коричневі. Нижня частина тіла коричнева. Дзьоб і лапи чорні, очі карі. У молодих птахів верхня частина тіла світліша, коричнева.

## Поширення і екологія
Сірі шпаки-малюки живуть у вологих гірських тропічних лісах острова Понпеї, на висоті понад 425 м над рівнем моря.

## Збереження
Сірий шпак-малюк був відкритий польським етнографом Яном Кубари і описаний німецьким орнітологом Отто Фіншем в 1876 році. На початку 1930-х років це був досить поширений вид птахів, однак в серелині XX століття його популяція катастрофічно зменшилась. В 1990 році МСОП класифікував цей вид як вимерлий, однак в 1994 році птах був заново відкритий. Станом на 2021 році МСОП цей вид як такий, що знаходиться на межі зникнення. Імовірно, популяція сірих шпаків-малюків становить не більше 50 птахів. Причина зменшення популяції залишається невідомою. Серед причин дослідники називають хижацтво з боку інвазивних щурів і знищення природного середовища.